# Prižba
Koordinati:   42°54′33″N, 16°47′51″E
Prižba je manjše naselje in pristanišče ob istoimenskem zalivu ob obalni cesti Blato - Smokvica na južni obali otoka Korčula.
Prižba leži okoli 4 km južno od naselja Blato. Stari del naselje se nahaja na zahodni strani polotoka Ratak, ki je s peščenim nasipom povezan s kopnim. Izza polotoka je z ene strani dober zaklon pred jugom, z druge pa pred maestralom. V prejšnji ribiški luki se lahko pristaja ob pomou pri globini 2 m, dno je kamnito. Južno pred naseljem se nahaja skupina otočkov Crklica, Sridnjak, Stupa in Vrhovnjak.
V Prižbi se nahaja samostan usmiljenk, v njegovi bližini pa turistično naselje.